# Dalbergia pseudo-sissoo
Dalbergia pseudo-sissoo är en ärtväxtart som beskrevs av Friedrich Anton Wilhelm Miquel. Dalbergia pseudo-sissoo ingår i släktet Dalbergia, och familjen ärtväxter. Inga underarter finns listade i Catalogue of Life.